# 西高穴2号墓

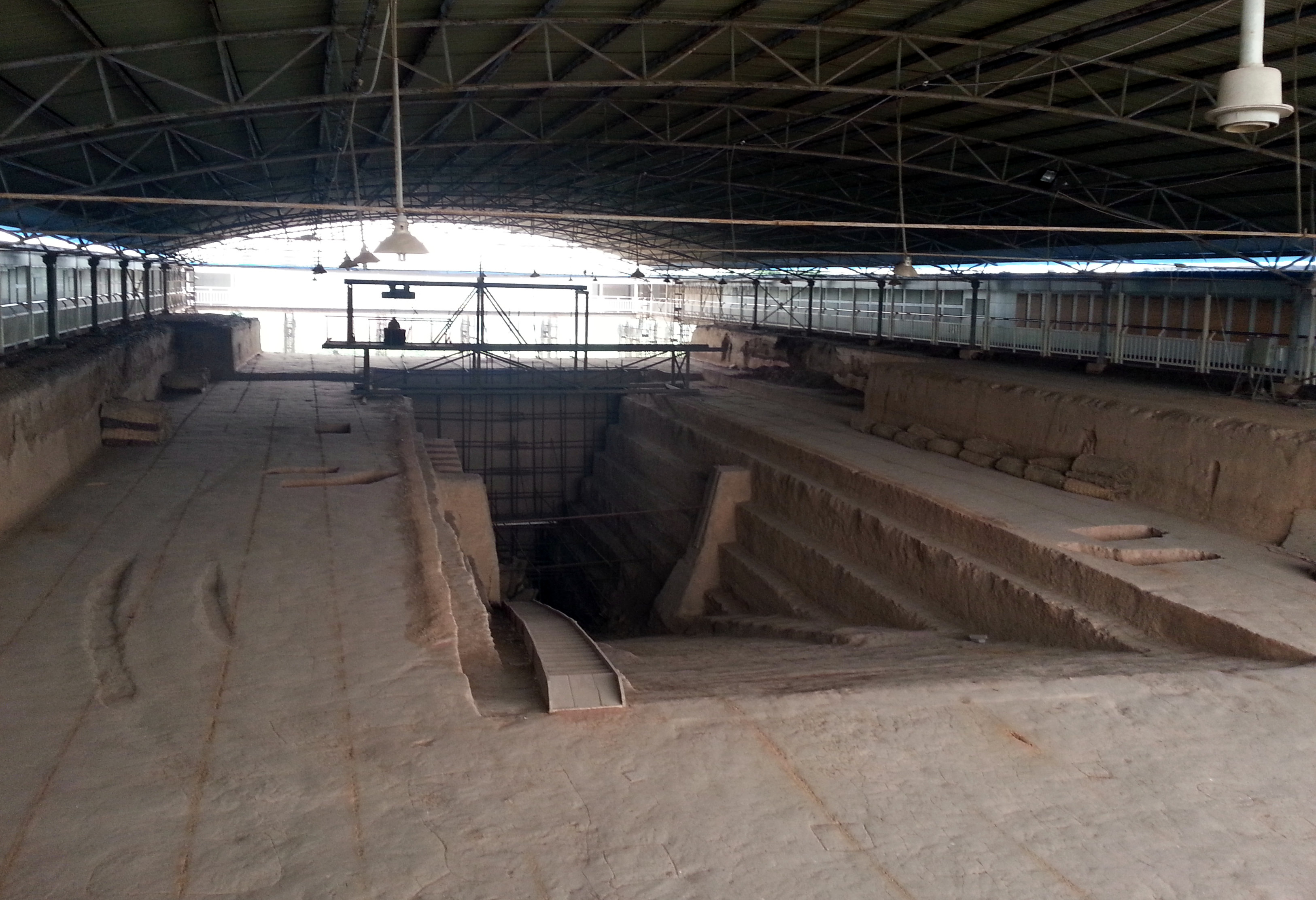

西高穴2号墓（せいこうけつ2ごうぼ）は、中国の河南省安陽市安陽県安豊郷西高穴村に位置する後漢末期の墓である。2009年12月27日、河南省文物局によりその発見が公表され、後漢末の権臣曹操の墓であると認定された。曹操高陵とも称される。2010年6月11日、国家文物局により2009年度全国十大考古新発見に選定された。

## 概要
西高穴村墓は2007年12月に盗掘に遭い、2008年秋に盗掘団が摘発されて画像石などの遺物が押収された。同年11月、河南省文物局は地下文物の保護のために緊急発掘をおこなうことを決定し、国家文物局の認可をえた。同年12月6日より河南省文物考古研究所による発掘が開始された。2009年4月、発見された2基の墓に1号墓・2号墓と番号がふられた。同年11月、河南省文物考古研究所は専門家を招聘して発掘成果について協議した。同年12月、西高穴後漢大墓発掘専門家論証会が開かれ、討論の末に西高穴2号墓の墓主は曹操であろうと結論された。
2号墓の墓葬平面は甲字形を呈し、スロープ状の墓道をもつ多室磚室墓である。西から東向きで、方向は110度。墓道・墓門・甬道・前室・後室および4つの側室からなる。墓道の長さは39.5m、幅は9.8m、最深部は約15mの深さがある。墓口平面は梯形で、墓室の面積は約380平方m、墓の総面積は約736平方m。前室は方形で、四角錘状の天井をもち、平面長方形の南北側室がある。後室平面も方形で、四角錘状の天井をもっている。平面長方形の南北側室があり、ドーム状の天井をもつ。側室はみな石門で封じられていた。
2号墓の墓室からは3人分の遺骨と3組の棺材が発見されており、遺骨の内訳は男性1人と女性2人である。男性の頭骨は前室の前部から出土し、中国社会科学院考古研究所の王明輝の鑑定では60歳前後あるいは60歳以上である。ひとりの女性の頭骨は後南側室付近から出土し、鑑定では50歳あるいは50歳以上である。もうひとりの女性の頭骨は後北側室付近から出土し、鑑定では20歳から25歳である。女性ふたりには出産経験の痕跡が認められる。2号墓の副葬品は男性用のものが主であり、墓主は男性であると考えられる。
2018年には河南省文物考古研究院によってこの陵墓が曹操のものであるとほぼ断定されており、改めて60歳前後の男性の遺骨は曹操のもので、女性2人の遺骨は、卞皇后の遺骨、劉夫人の遺骨だと推測されることも報じられている。

## 曹操墓認定の根拠
- 墓葬の形態的特徴と出土遺物から、墓葬年代は後漢後期と認定できる。
- 墓葬規模は王侯クラスで、曹操の身分に相当する。
- 曹操の218年（建安23年）6月の「因高為基、不封不樹」の終令に合致。
- 曹操の「規西門豹祠西原上為寿陵」の終令に合致。
- 後趙の魯潜墓誌の記述と合致。
- 「魏武王」の3字が刻まれた石牌8点の出土。
- 石牌の「魏」字は、「委」部と「鬼」部の中間に「山」部が加えられており、後漢末から魏晋の時期の字形に合致。
- 発見された男性の頭骨の鑑定により、年齢は60歳前後とされ、曹操の逝去時の66歳の年齢に相当する。
- 出土文物は被葬者の身分の高さを示しており、帝王陵墓に特有のものも存在している。

## 曹操墓をめぐる論争
西高穴2号墓の発見の公表以来、曹操墓認定の根拠について多方面から質疑が寄せられ、河南省文物考古研究所は2009年12月31日に曹操高陵考古発見説明会を開き、質疑に回答した。しかし以後も懐疑的な議論はやまず、さまざまな異説が唱えられている。袁済喜・徐苹芳・黄振雲・李路平・倪方六・劉心長といった一部の研究者が曹操墓認定に懐疑的な説を唱えている。また一部に夏侯惇墓・常林墓・石虎墓・冉閔墓とみなす諸説が存在している。これらの諸説はメディアやインターネットを賑わせたが、学界での主流とはならず、2010年4月に中国秦漢史研究会と中国魏晋南北朝史学会は安陽で合同会議を開き、西高穴2号墓が曹操高陵であることは確実と結論した。

## 遺物
出土遺物は復原されたものも含めて約400点。
- 石璧3点
- 圭形石牌9点（副葬品の目録、「魏武王常所用挌虎大戟」「魏武王常所用挌虎大刀」「魏武王常所用長犀盾」などの刻字）
- 六角形石牌55点（副葬品の目録、「刀尺一具」「木墨行清一」「璧四」「書案一」「鏡臺一」などの刻字）
- 弩機部品2点
- 石枕（「魏武王常所用慰項石」の刻字）
- 画像石（「神獣」「七女復仇」「宋王車」「文王十子」「噛人」「喝酒人」などの主題）
- 案7点
- 井1点
- 竈3点
- 耳杯3点

ほか鎧甲・鉄刀・鉄剣・鏃・鉄鏡・猪圏・鼎・壺・盤・罐・耳杯・三足器・豆・碟・碗・勺・漆木器・金糸・匏勺・瓦大杯・小杯・瓦竈・瓦甑・瓦飯槃・瓦酒樽・瓦釜・雲母片・瑪瑙珠・玉珠・翡翠珠・真珠・玉觿など